# Врачански Балкан (природен парк)
 Тази статия е за природния парк.  За планината вижте Врачанска планина.  
„Врачански Балкан“ е природен парк в България.

## Местоположение
Намира се във Врачанската планина (част от Западна Стара планина) и включва по-голямата част от Врачанската планина (заедно с Лакатнишките и Черепишките скали в Искърското дефиле), разположена между Предбалкана и основната старопланинска верига, както и територията на няколко села и на град Враца, от който получава името си.
Площта на парка е 30 130 хектара в землищата на Враца, Монтана, Криводол, Вършец и Своге.

## Статут
Обявен за природен парк със Заповед № 1449/12 декември 1989 г. на Комитета по опазване на околната среда. От месец март 1997 г. е защитен обект с международно значение. В регистрите на Международния съюз за защита на природата (IUCN) паркът е отнесен към пета категория „Защитени ландшафти и природни паркове“.

## Флора и фауна
В Природния парк „Врачански Балкан“ са установени над 700 вида висши растения (близо 1/5 от флората на България). 56 вида са обявени за редки и защитени от изчезване, а 26 вида са защитени от Закона за защита на територията.
От срещаните в природния парк животни 138 вида са защитени от ЗЗП. От тях 21 вида са вписани в Червената книга на България. Висока е ценността на безгръбначната фауна и дневните грабливи птици, между които черен щъркел, египетски лешояд, скален орел, бяло-опашат мишелов и др.

## Геоложки строеж
Голяма част от територията на парка е с карбонатни скали от триаски и юрски варовици, напукани по всички възможни посоки. Има около 500 пещери и пропасти.

## Резервати
- Врачански карст

## Защитени местности
- Боров камък
- Веждата
- Връх Вола
- Лакатнишки скали

## Забележителности
- Вратцата
- Леденика
- Новата пещера
- Ритлите
- Темната дупка

## Галерия
- Природен парк „Врачански Балкан“
- Влакове през Искърското дефиле
- Каньонът на р. Ръчене при с. Камено поле
- Скален мост с името Божи мост до село Лиляче
- Водни каскади на река Бовска
- Местността Локвите, Пършевица